# Hondo Valle (kommun)
Hondo Valle är en kommun i Dominikanska republiken.   Den ligger i provinsen Elías Piña, i den västra delen av landet, 180 km väster om huvudstaden Santo Domingo. Antalet invånare i kommunen är cirka 10 600.